# 周鼎一
周鼎一 （β Com / 后发座β）是后发座的一颗主序矮星，距离地球约30光年。希臘字母的β通常標示星座中視星等第二亮的星，但是周鼎一比后髮座α（+5.22等）還亮。
這顆恆星與我們的太陽相似，只是還稍微大一點，絕對星等亮一點。觀察色球活動的短期變化，認為這顆恆星經歷著不同的自轉，周期大約在11–13天。這顆恆星表面的活動週期是16.6年，相較於太陽的11年也較長些，但它可能也有9.6年的第二個活動週期。曾經一度認為這顆恆星有顆光譜伴星，但是精準的徑向速度測量排除了這個可能，不僅沒有偵測到行星環繞著它，也沒有證據顯示有塵埃盤的存在。